# 王来咸
王来咸（？—1669年），字征南，浙江鄞县人，清朝拳法家。先祖居奉化，至祖父一代开始住在鄞县。王来咸师从单思南學習内家拳。
王来咸为人机警，不露圭角，非遇甚困不發。凡搏人皆以其穴，死穴、暈穴、啞穴，一切如銅人圖法。有惡少侮之，為所擊，數日不溺，謝過，乃得如故。牧童竊學其法，擊伴侶，立死。視之，曰：「此暈穴。」不久果甦。任俠，嘗為人報仇，有致金以讎其弟者，絕之，曰：「此以禽獸待我也！」
明末曾入伍，官至把总。從錢肅樂起兵于浙東，事敗，隱居於家。慕其藝者，多通殷勤，皆不顧。鋤地擔糞，安於食貧。未嘗讀書，與士大夫談論蘊藉，无有丝毫粗俗。黃宗羲與之遊，同入天童，僧少焰有膂力，四五人不能掣其手，稍近來咸，蹶然負痛。來咸嘗曰：「今人以內家無可炫耀，於是以外家羼之，此學行衰矣！」因為宗羲論述其學源流。
康熙八年，卒，年五十三岁。
黄宗羲之子黄百家师从其学武，演其說為《内家拳法》一卷，黄百家之后再無所傳。

## 延伸阅读
[在维基数据编辑]
 《清史稿·卷505》，出自趙爾巽《清史稿》